# The Day Will Come
The Day Will Come je divadelní hra, kterou napsal Leo Birinski ve Spojených státech. Byla uvedena v broadwayském divadle National Theatre (dnes Nederlander Theater) v září 1944. Původní pracovní názvy byly: I Was There, White Doom nebo The Lost Quatrain.
Text hry se zatím nepodařilo objevit, takže základní informaci o obsahu hry lze získat jen z nepřímých zdrojů. Děj hry se odehrává během druhé světové války v ruské vesnici, z níž ustoupila sovětská armáda. Vesnici opustili i všichni obyvatelé kromě starého Avruma Dovida. Všichni jsou přesvědčeni, že Avrum Dovid je vlastně Bludný Žid. Němečtí generálové zorganizují setkání tohoto Ahasvera s Adolfem Hitlerem a doufají, že Hitlera pomocí Nostradamova proroctví přesvědčí, aby se nepokoušel dobýt Moskvu v zimě. Ani dlouhá debata o židovské a křesťanské víře a o nacistické ideologii Hitlera od jeho úmyslu neodvrátí. Naopak dává rozkaz, aby byl Avrum Dovid zastřelen. Současně s popravou se symbolicky spustí husté sněžení.
Hlavní roli Avruma Dovida zahrál producent inscenace Harry Green, Adolfa Hitlera pak Brandon Peters. Kritici nepřijali hru ani inscenaci příznivě, vytýkali jim přílišnou rétoričnost a frázovitost.

## Základní informace o hře
- Autor: Leo Birinski.
- Původní název: The Day Will Come.
- Podtitul: Hra ve třech dějstvích.
- Jazyk originálu: angličtina.
- Rok vzniku nebo zveřejnění: 1944.
- První jevištní uvedení: 7. září 1944 – National Theatre (dnes Nederlander Theater), New York City; produkce: Harry Green; režie: Lee Elmore; scénografie: Frederick Fox; celkem 20 představení; konec provozování: 23. září 1944.